# Lanuéjols (Lozère)
Lanuéjols (okcitán nyelven Lanuèjols) község Franciaország déli részén, Lozère megyében. 2011-ben 309 lakosa volt.

## Fekvése
Lanuéjols a Nize patak völgyében fekszik, 840 méteres (a községterület 778-1421 méteres) tengerszint feletti magasságban, Mende-tól 14 km-re délkeletre, a Causse de Mende mészkőfennsík déli oldalán. Délről a Mont Lozère gránitmasszívuma övezi. A községterület 40%-át (1298 hektár) erdő borítja.
Nyugatról Brenoux, északnyugatról Mende, északról Badaroux és Sainte-Hélène, keletről Chadenet és Saint-Julien-du-Tournel, délről pedig Saint-Étienne-du-Valdonnez községekkel határos.
A falun áthalad a Nize völgyében haladó D41-es megyei út, mely Saint-Bauzile-lel (8 km), valamint a Loubière-hágón (1181 m) keresztül Bagnols-les-Bains-el (11 km) és a Felső-Lot völgyével teremt összeköttetést.
A községhez tartoznak Le Viala, Vitrolles, Le Masseguin, Brajon és Vareilles települések.

## Története
Lanuéjols a történelmi Gévaudan tartomány Tourneli báróságához tartozott. A település már az ókorban is lakott volt, ennek emlékei közé tartozik több dolmen és menhir, a római mauzóleum és a Champ de l’Eglise-en feltárt 50 római sír. Egyházközsége a középkorban a vélay-i Monastier-Saint-Chaffre apátságához tartozott. Masseguin közelében a századfordulótól 1951-ig mangánbányászat folyt.

### Demográfia
| Év   | Lakosság |
| ---- | -------- |
| 1793 | 636      |
| 1851 | 601      |
| 1876 | 510      |
| 1901 | 502      |
| 1936 | 301      |

| Év   | Lakosság |
| ---- | -------- |
| 1946 | 270      |
| 1954 | 384      |
| 1962 | 259      |
| 1968 | 240      |

| Év   | Lakosság |
| ---- | -------- |
| 1975 | 220      |
| 1982 | 182      |
| 1990 | 189      |
| 1999 | 208      |
| 2010 | 317      |

## Nevezetességei

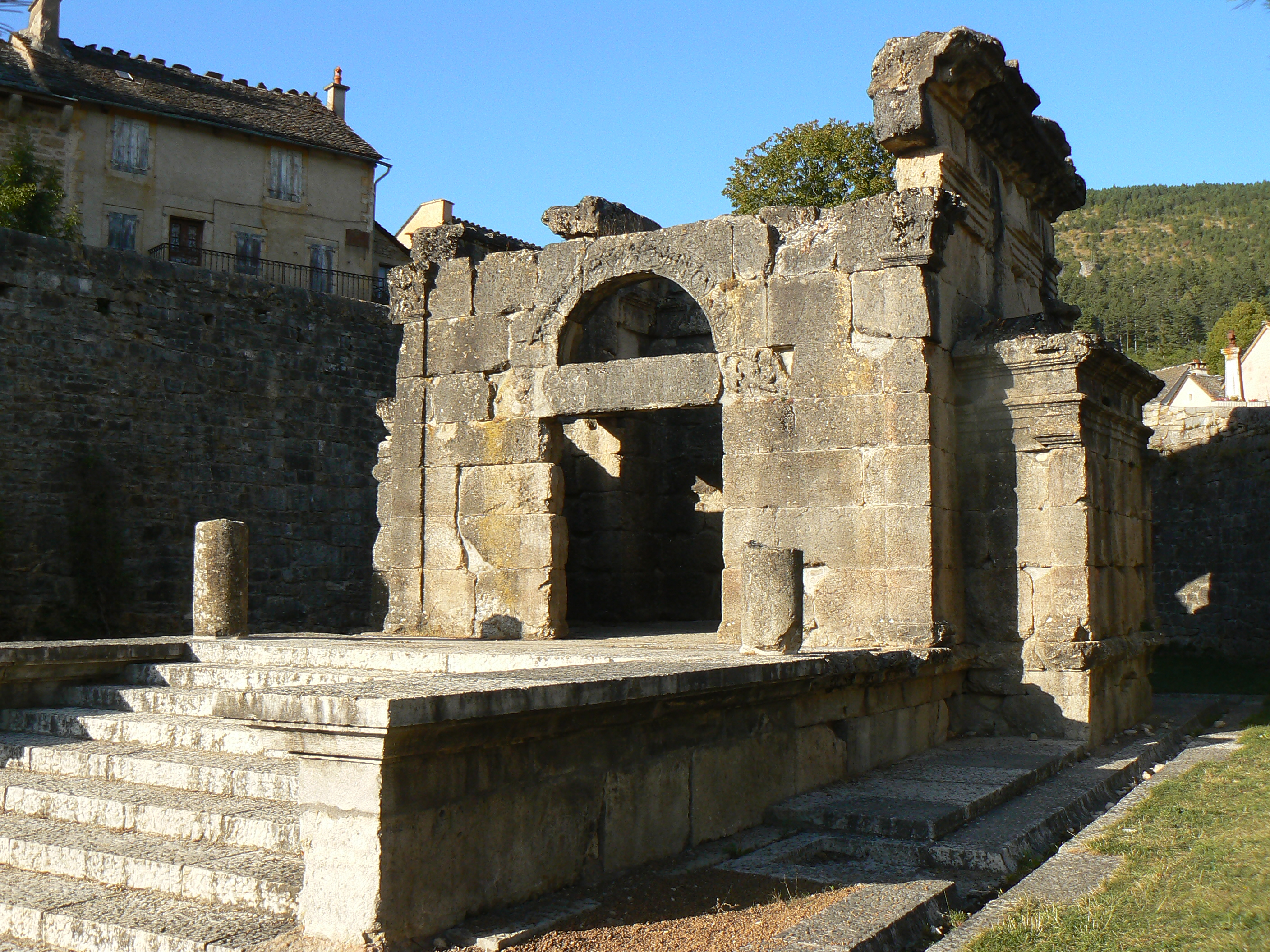
Római mauzóleum

- Saint-Pierre templom - a 12. században épült, két kápolnája 14. századi (a Szentháromság-kápolnát 1319-ben építtette Bertrand d’Auriac, a Szent György-kápolnát pedig 1339-ben Tournel bárója).[4] A templom előtt álló keresztet 1824-ben állították.[5]
- Római mauzóleuma a megye egyik legfontosabb ókori műemléke.
- Château du Boy - Tournel báróinak egykori kastélya a 14. században épült. A névadó Tournel-vár mellett a báróság két központi várának egyike volt. Az 1721-es pestisjárvány idején járványkórházként működött, majd a 18. század közepén átépítették. Később nevelőintézetként, majd 1966 óta alkoholisták szanatóriuma működik falai között.
- Château de Chapieu - a Causse de Mende fennsíkján álló várat a 12. században építtette Aldebert de Tournel mende-i püspök. A várnak csak romjai maradtak fenn.
- La Prade várának romjai (16. század).[6]
- A Saint-Geniès kápolna a 13. században épült a Causse de Mende déli peremén, Vitrolles település felett. Régi keresztény zarándokhely, szentkút. 1834-ben Brun abbé építtette újjá.[7]
- Croix de Vitrolles - 16. századi mészkőkereszt, a legrégebbi a község területén.[8] Brajon településen a 18-19. század fordulóján emelt feszület található.[9]
- A község legrégebbi lakóháza 1673-ban épült.[10]
- A község területén számos 18-19. században épült farmépület található.[11]

## Képtár

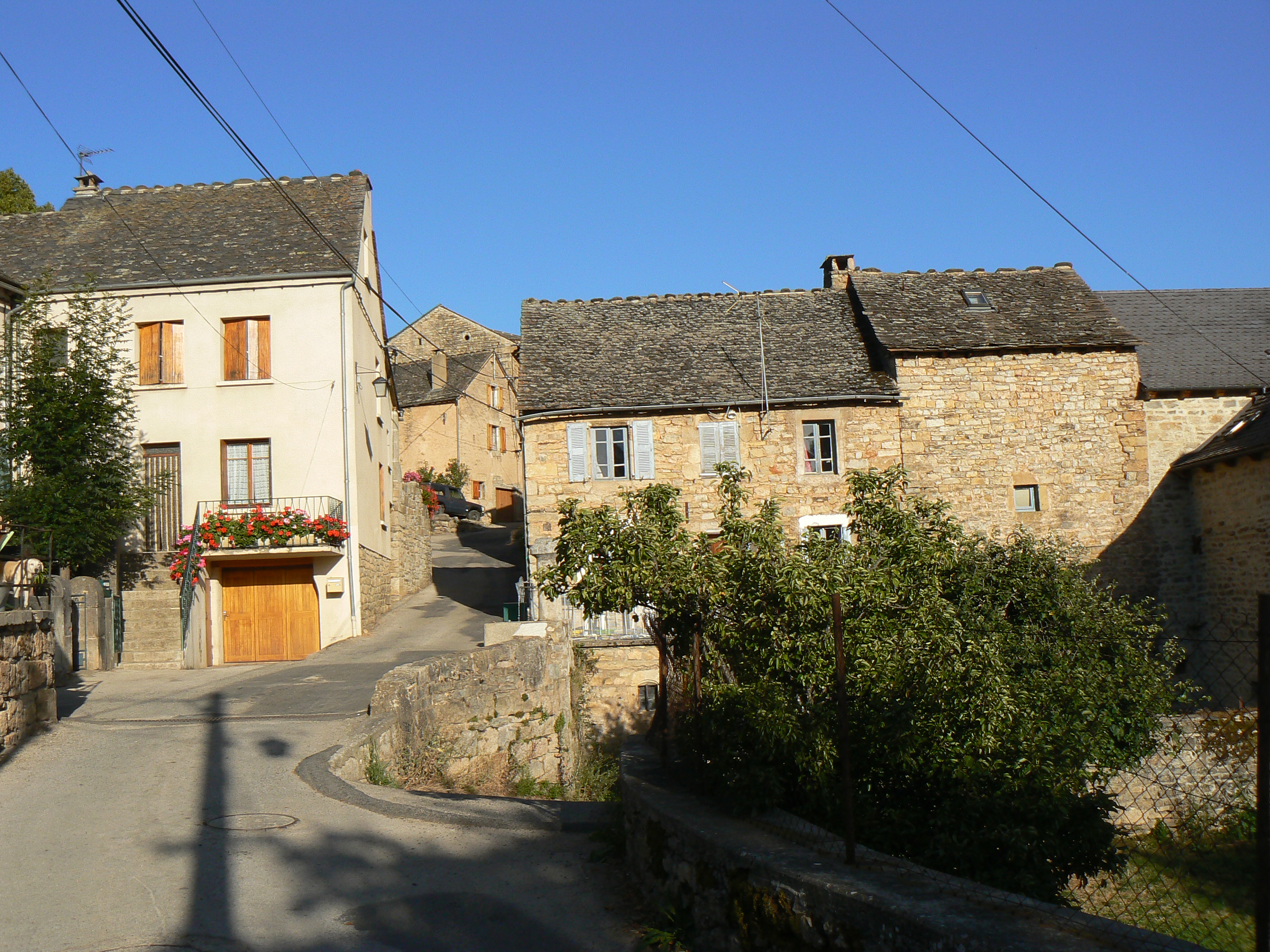
Lanuéjols főutcája
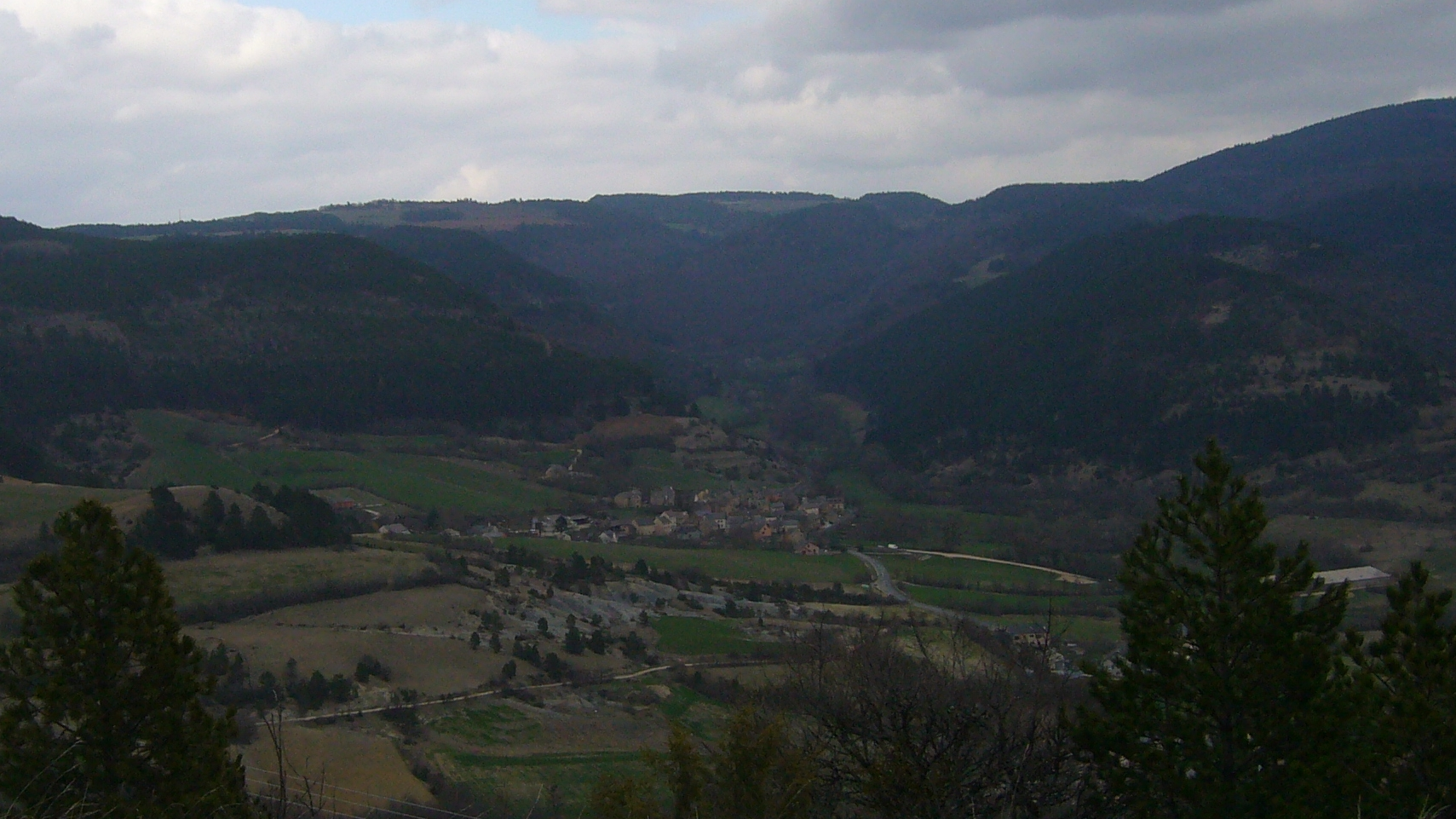
Lanuéjols látképe a Causse-ról
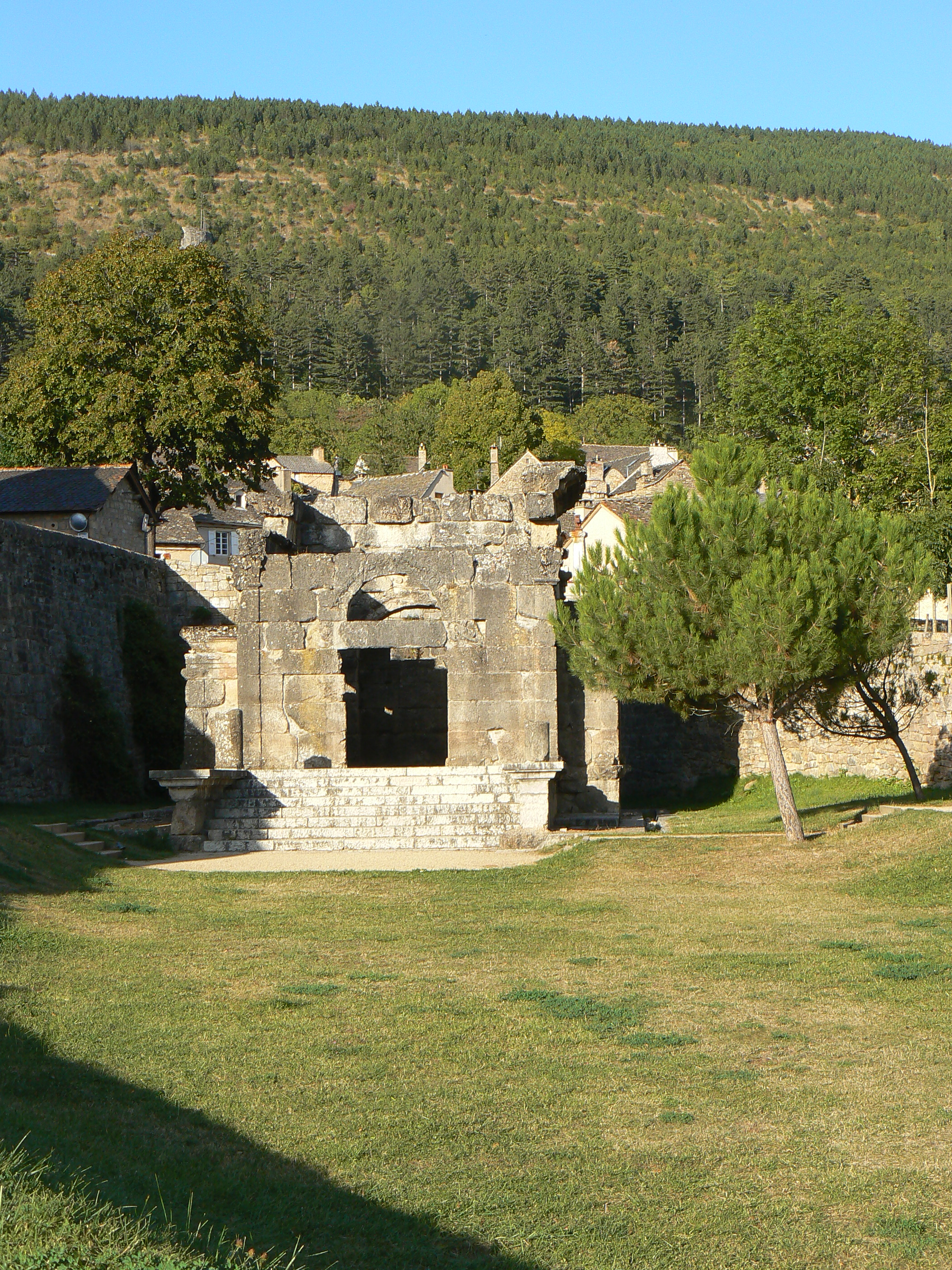
Római mauzóleum
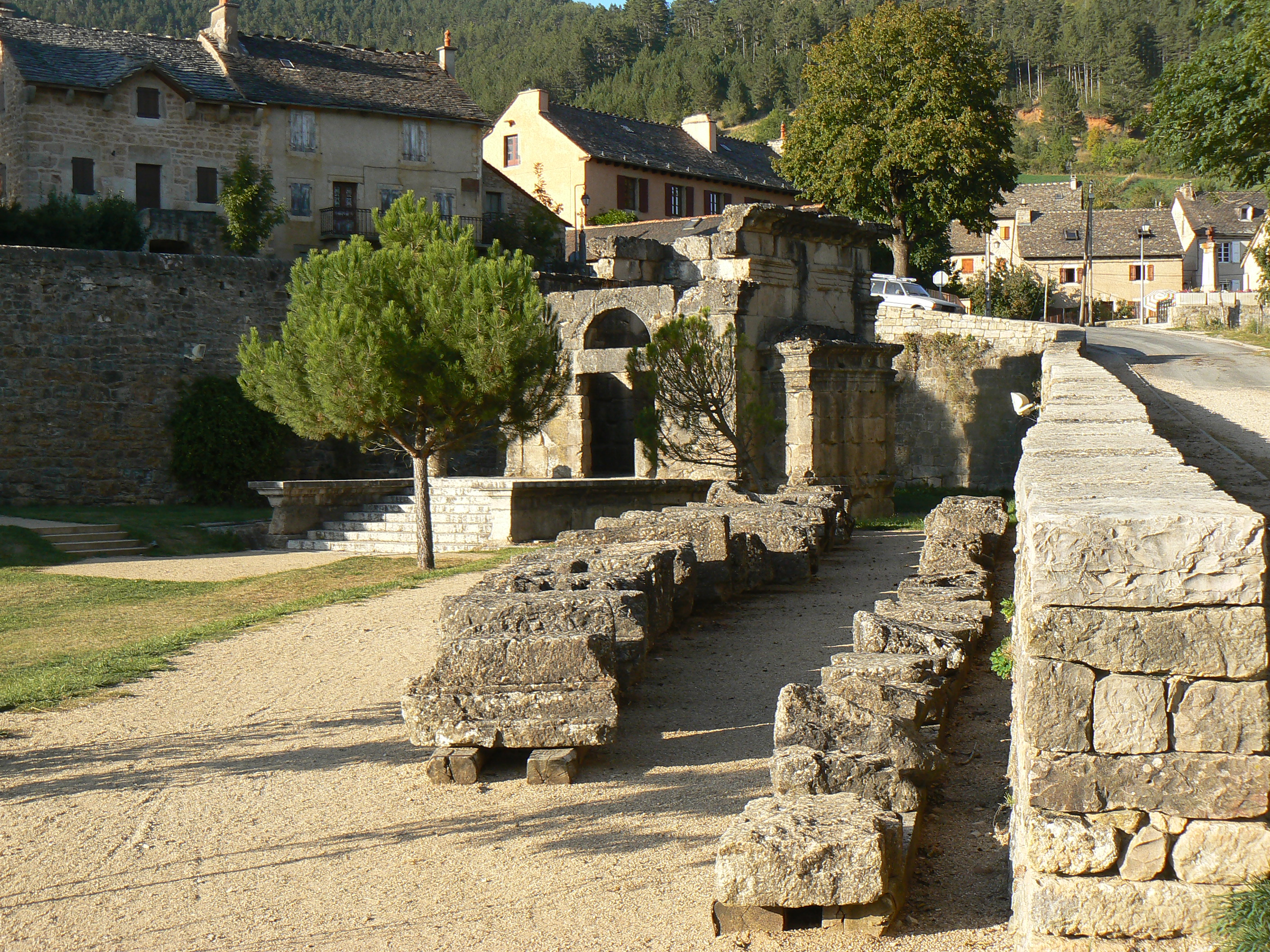
Római mauzóleum
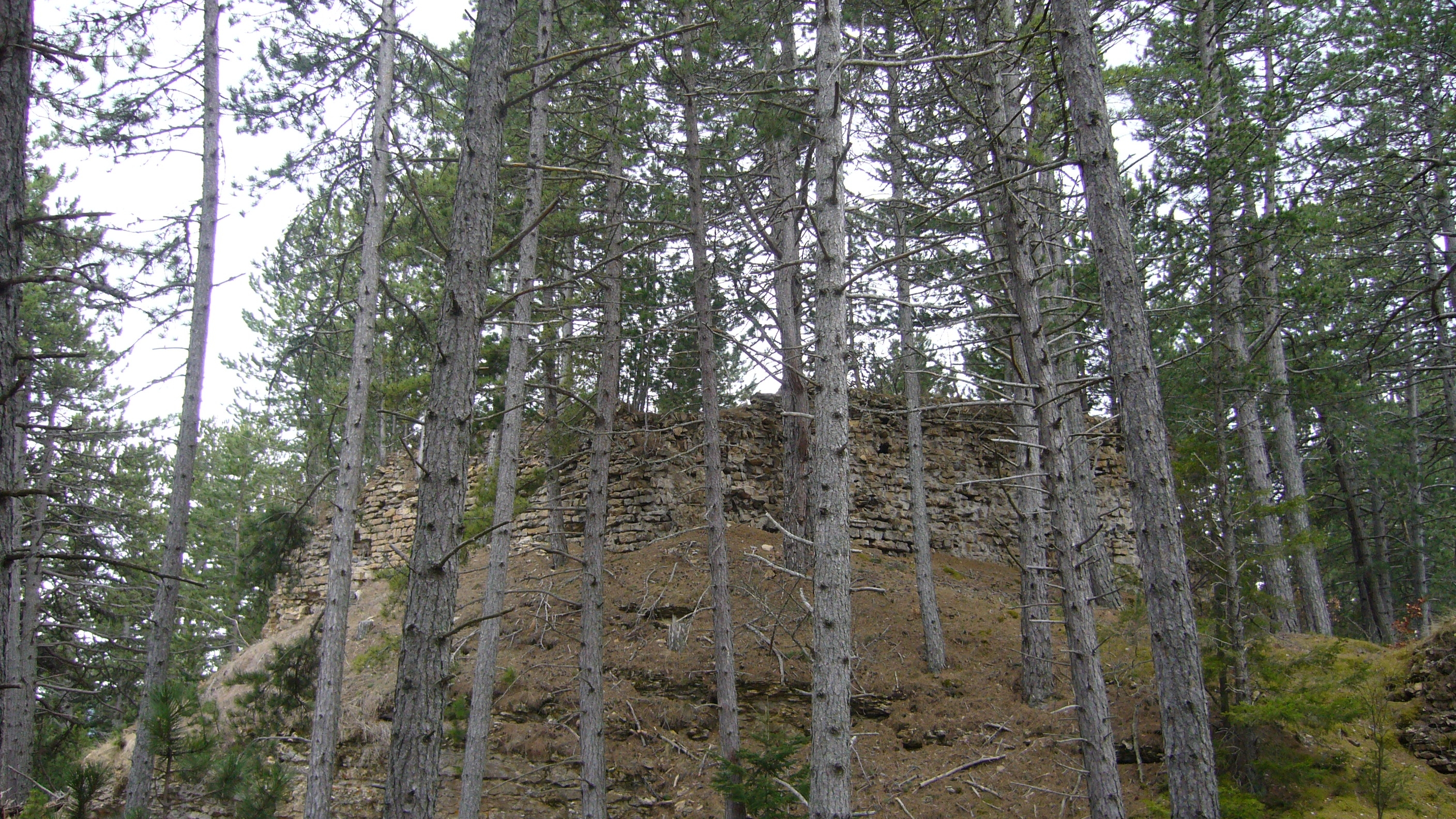
Chapieu várának romjai

## Kapcsolódó szócikk
- Lozère megye községei